# John Moonlight

a Compétitions nationales et continentales officielles uniquement.

b Matchs officiels uniquement.
Dernière mise à jour le 27 juillet 2022.
John Moonlight, né le 2 juillet 1987 à Scarborough (Canada), est un joueur de rugby à XV et de rugby à VII international canadien évoluant  au poste de troisième ligne aile. Il évolue avec l'équipe du Canada de rugby à sept entre 2008 et 2018. Il mesure 1,87 m pour 103 kg.

## Carrière
John Moonlight commence sa carrière professionnelle de rugby avec l'équipe du Canada à sept en 2008 à l'occasion des World Series, alors qu'il est encore un joueur amateur évoluant en championnat provincial canadien avec les Ontario Blues. Il s'impose rapidement comme un cadre de son équipe par sa puissance et son athlétisme, et il est régulièrement désigné capitaine. Avec sa sélection, il participe à huit éditions des World Series, une édition des Jeux du Commonwealth et à une Coupe du monde de rugby à sept.
En parallèle à sa carrière à sept, il fait ses débuts avec l'équipe du Canada de rugby à XV le 6 juin 2009 à l’occasion d’un test-match contre l'équipe de Géorgie.
Il est retenu dans le groupe canadien choisi par Kieran Crowley pour participer à la Coupe du monde 2015 en Angleterre. Il dispute trois matchs, contre l'Irlande, l'Italie, et la Roumanie.
À l'occasion du tournoi de Las Vegas 2017, John Moonlight devient le joueur le plus capé de l'histoire de la sélection canadienne à sept, en disputant à cette occasion son 53e tournoi dans le cadre des World Series. En avril 2017, il remporte à l'occasion du tournoi de Singapour, le premier tournoi des World Sevens Series de l'histoire du Canada.
En avril 2018, il prend sa retraite de joueur de rugby, pour devenir pompier professionnel dans sa région natale de l'Ontario.
En 2019, il sort de sa retraite, annoncée près d'un an plus tôt, pour rejoindre la nouvelle franchise canadienne des Arrows de Toronto pour leur première saison en Major League Rugby,. Il joue huit rencontres avec cette équipe, avant de prendre définitivement sa retraite sportive.

## Palmarès

### En équipe nationale

#### Rugby à sept
- 218 sélections.
- 580 points (116 essais).

- Participation à l'étape de rugby à sept des Jeux du Commonwealth 2014[12]
- Participation à la Coupe du monde de rugby à sept 2013[13]
- Vainqueur du tournoi de Singapour en 2017.

#### Rugby à XV
- 23 sélections.
- 15 points (3 essais).

- Participation à la Coupe du monde de rugby à XV 2015 (3 matchs).